# Saint-Ouen-des-Alleux
Saint-Ouen-des-Alleux ist eine französische Gemeinde mit 1.308 Einwohnern (Stand: 1. Januar 2022) im Département Ille-et-Vilaine in der Region Bretagne. Sie gehört zum Kanton Fougères-1 im Arrondissement Fougères-Vitré. 

## Lage
Sie grenzt im Norden an Saint-Christophe-de-Valains und Le Tiercent, im Osten an Saint-Hilaire-des-Landes, im Südosten an Rives-du-Couesnon mit Saint-Marc-sur-Couesnon, im Süden an Mézières-sur-Couesnon und im Westen an Vieux-Vy-sur-Couesnon.

## Bevölkerungsentwicklung
| Jahr      | 1962 | 1968 | 1975 | 1982 | 1990 | 1999 | 2005 | 2013 |
| --------- | ---- | ---- | ---- | ---- | ---- | ---- | ---- | ---- |
| Einwohner | 887  | 829  | 738  | 729  | 797  | 923  | 1092 | 1303 |